# Phanoxyla gloriosa
Phanoxyla gloriosa är en fjärilsart som beskrevs av Butler 1875. Phanoxyla gloriosa ingår i släktet Phanoxyla och familjen svärmare. Inga underarter finns listade i Catalogue of Life.